# Liste der Bodendenkmäler in Rögling
Auf dieser Seite sind die Bodendenkmäler in der schwäbischen Gemeinde Rögling zusammengestellt. Diese Tabelle ist eine Teilliste der Liste der Bodendenkmäler in Bayern. Grundlage ist die Bayerische Denkmalliste, die auf Basis des Bayerischen Denkmalschutzgesetzes vom 1. Oktober 1973 erstmals erstellt wurde und seither durch das Bayerische Landesamt für Denkmalpflege geführt wird. Die folgenden Angaben ersetzen nicht die rechtsverbindliche Auskunft der Denkmalschutzbehörde.

## Bodendenkmäler der Gemeinde Rögling

### Bodendenkmäler in der Gemarkung Rögling
| Lage               | Objekt | Akten-Nr.     | Bild |
| ------------------ | --- | ------------- | ---- |
| Rögling (Standort) | Grabhügel vorgeschichtlicher Zeitstellung. | D-7-7131-0024 |      |
| Rögling (Standort) | Grabhügel vorgeschichtlicher Zeitstellung. | D-7-7131-0025 |      |
| Rögling (Standort) | Straße der römischen Kaiserzeit. | D-7-7131-0028 |      |
| Rögling (Standort) | Mittelalterliche und frühneuzeitliche Befunde im Bereich der Katholischen Pfarrkirche St. Peter und Paul in Rögling und ihrer Vorgängerbauten. Siehe auch: St. Peter und Paul (Rögling) | D-7-7131-0056 |      |
| Rögling (Standort) | Mittelalterliche und frühneuzeitliche Befunde im Bereich der Katholischen Kapelle St. Johannes der Täufer bei Rögling.                                                                  | D-7-7131-0096 |      |

### Bodendenkmäler in der Gemarkung Tagmersheim
| Lage                   | Objekt                                              | Akten-Nr.     | Bild |
| ---------------------- | --------------------------------------------------- | ------------- | ---- |
| Tagmersheim (Standort) | Siedlung vor- und frühgeschichtlicher Zeitstellung. | D-7-7131-0027 |      |
| Tagmersheim (Standort) | Siedlung vor- und frühgeschichtlicher Zeitstellung. | D-7-7131-0030 |      |